# Wiwekae
Wiwekae (We Wai kai, We Wai Kai, Cape Mudge Indian Band), jedna od bandi Lekwiltok Indijanaca čiji je dom bio između Bute i Loughborough Inleta u kanadskoj provinciji Britanska Kolumbija. Sastojali su se od 4 plemenska klana ili obitelji (gentes), od kojih su tri poznata po imenima Gyigyilkam, Gyeksem, i Wiweakam, dok četvtom ime nije poznato. Glavno središte (1885), prema Dawsonu, bio im je  'grad'  Tsakwalooin na Cape Mudge. Populacija je 1910 iznosila 103. U suvremeno vrijeme ima ih oko 900, od čega 500 van rezervata. rezervati: Village Bay, Open Bay, Drew Harbour i Cape Mudge na Quadra Islandu i Quinsam na Campbell Riveru. 

## Vanjske poveznice
- We Wai Kai Nation